# Laysan

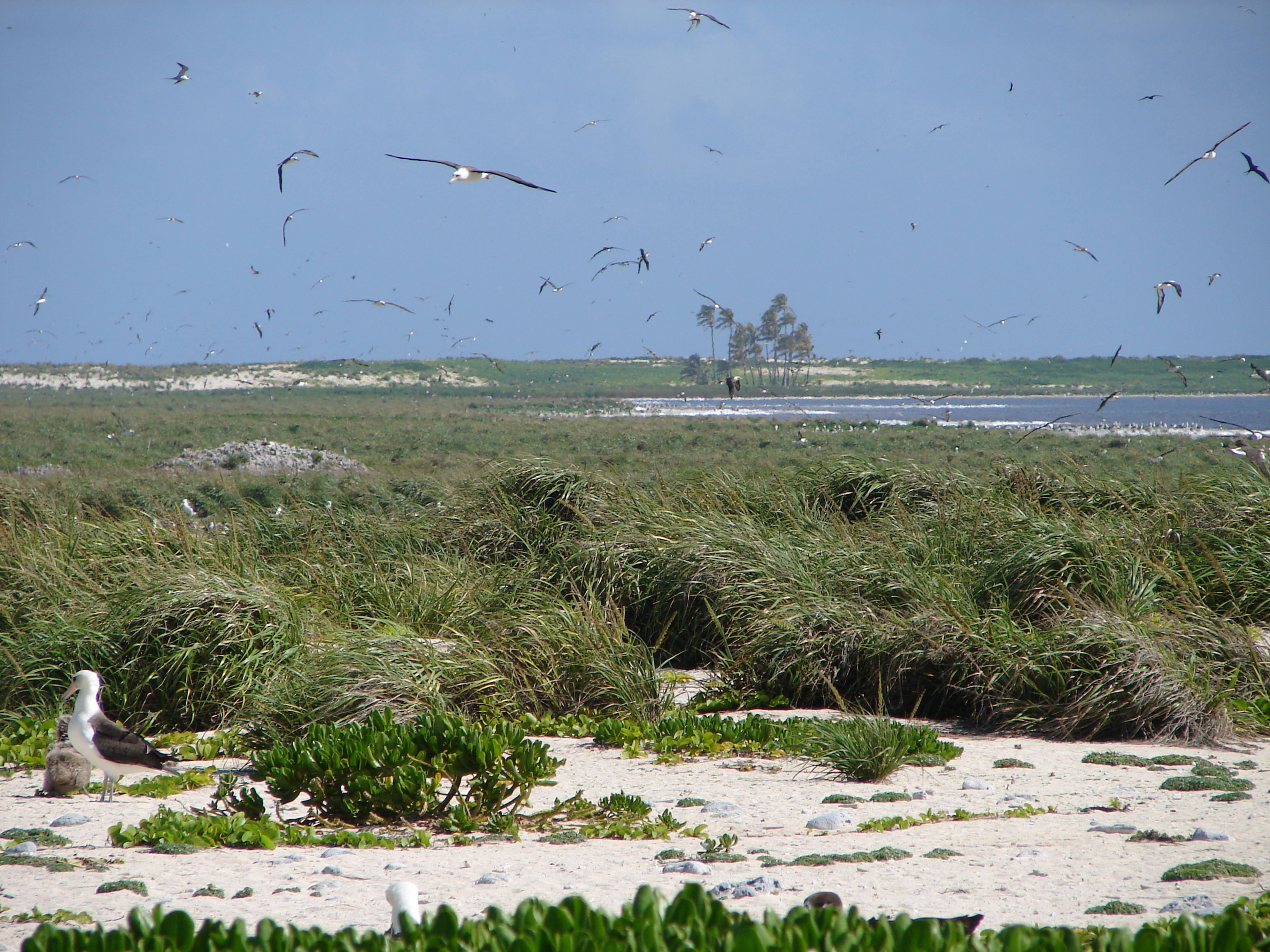
A sziget belseje, háttérben a lagúna

Laysan (hawaii nyelven: Kauō) egy kis területű, lakatlan sziget a Csendes-óceánban, mely földrajzilag az Északnyugati Hawaii-szigetek közé tartozik. Politikailag, mint a Hawaii-szigetek mindegyik tagja, az Amerikai Egyesült Államok Hawaii államának része.

## Földrajzi elhelyezkedése
Laysan szigete földrajzilag az Északnyugati Hawaii-szigeteknek nagyjából a felénél fekszik. Szomszédos szigetei: nyugatról Lisianski, 215 kilométerre, tőle délkeletre a Gardner Pinnacles-sziget fekszik, Laysantól 375 kilométerre.
Laysan területe 4,114 km², tengerszint feletti magassága 12 méter.
A Midway-szigetek után (melyek összterülete 6,2 km²), az északnyugati szigetlánc második legnagyobb szigete.
A homokos partú sziget belsejében az óceánhoz viszonyított 2,4 méteres szintkülönbséggel egy központi lagúna található, amelynek sótartalma háromszor akkora, mint a szigetet körülvevő óceáné. A sziget körül viszonylag kis méretű korallzátonyok is találhatóak.
Mint az összes Hawaii sziget, Laysan is vulkanikus eredetű.

## Történelme
A szigetet a nyugati tudomány számára 1828. március 12-én a Moller hajó kapitánya, az orosz Stanikowitch fedezte fel.
Elképzelhető, hogy korábban már jártak polinéz tengerészek a szigeten, de ennek nincs bizonyítéka. 1857-ben a szigetet IV. Kamehameha hawaii király hivatalosan birtokba vette és a hawaii királyság részévé vált.
1890-ben a szigeten a nagyszámú tengeri madár által felhalmozott guanó kitermelése céljából a North Pacific Phosphate and Fertilizer Company bérbe vette. Elsősorban 1892 és 1904 között folyt intenzív guanókitermelés a szigeten, mely ebben az időszakban be is népesült. A sziget legismertebb lakója, a német származású Max Schlemmer volt, akit egy időben Laysan királyának is neveztek. Ő 1896-ban felmondta a North Pacific Phosphate and Fertilizer Companyvel kötött szerződést és új bérleti jogot kötött Genkichi Yamanouchi japán üzletemberrel, ennek értelmében mindent, ami a szigeten megtalálható, lehet exportálni.
Mindez megtette a hatását a sziget élővilágára. A japánok a guanó bányászatán kívül madártollakat is szállítottak el a szigetről, amihez intenzív vadászat útján jutottak. Emellett étkezési célokra sok madártojást is elszállítottak a szigetről. Ráadásul Max Schlemmer saját maga és a bányákban dolgozó munkások élelmezése céljából nyulakat engedett szabadon a szigeten. Ezek természetes ragadozók híján erőteljesen elszaporodtak és letarolták a növényállományt, szinte teljesen csupaszra rágva a szigetet.
Ezen tényezők összessége miatt drasztikusan visszaesett a sziget korábban oly gazdag madárvilága. Annak maradéka megőrzése érdekében 1909. február 3-án Theodore Roosevelt amerikai elnök rendeletben írta elő a szigetek védelmét és létrehozta a Hawaii szigeteki Madárrezervátumot, egy természetvédelmi területet, amibe az északnyugati szigetek valamennyi tagja beletartozott, a katonai szempontból stratégiai fontosságú Midway-szigeteket kivéve. 2006-ban a teljes északi szigetláncon létrehozták a Papahānaumokuākea Tengeri Nemzeti Parkot.

## Állatvilága
A Hawaii-szigetek közül elsősorban Laysan szigete ismert a madárvilágáról.
Eredetileg öt endemikus madara (3 faj és 2 alfaj) volt a szigetnek, de az intenzív emberi beavatkozások következtében, ebből 3 mára kihalt. Közöttük a szigeten endemikus Laysan-vízicsibe (Porzana palmeri) mellett a molnár-nádiposzáta (Acrocephalus familiaris) törzsalakja, a laysan-szigeti molnár nádiposzáta (Acrocephalus familiaris familiaris), valamint az Apapane-gyapjasmadár (Himatione sanguinea) laysan-szigeti alfaja, a Himathione sanguinea freethii. Ez utóbbi három utolsó ismert példánya 1923-ban tűnt el egy nagy vihar következtében, mialatt a Tanager-expedíció kutatói is a szigeten tartózkodtak.
A szigeten kettő endemikus madárfaj maradt: a Laysani réce (Anas laysanensis), valamint a gyapjasmadárfélék (Drepanididae) családjába tartozó Laysan-pinty (Telespiza cantans).
Ezenkívül a sziget után nevezték el a Laysan-albatroszt (Phoebastria immutabilis) is, ez azonban nem tekinthető endemikus fajnak, mert a Csendes-óceán északi szigetei közül sokon vannak fészkelőtelepei. Egyik legnagyobb telepe azonban a szigeten található.

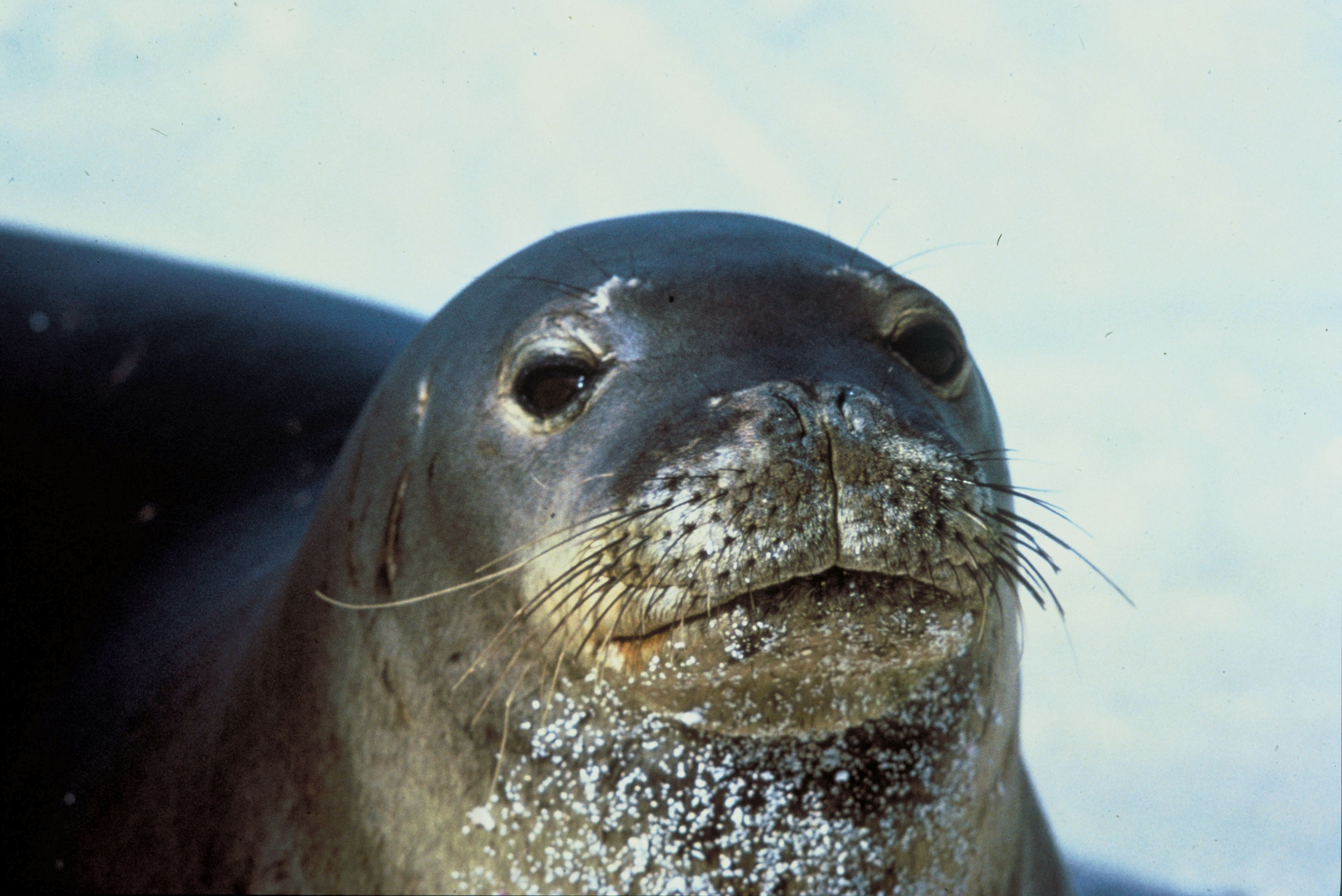
Portré egy Hawaii barátfókáról. Ennek a fajnak egyik fő szaporodási helye a sziget partjain van
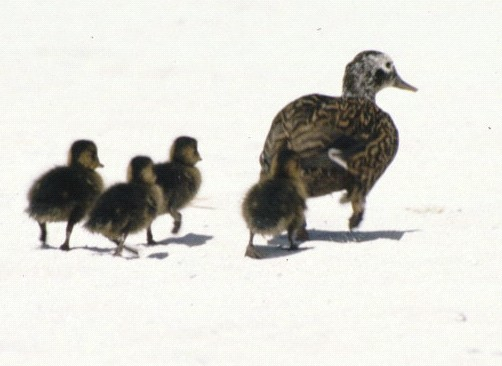
Laysani réce tojó a fiókáival
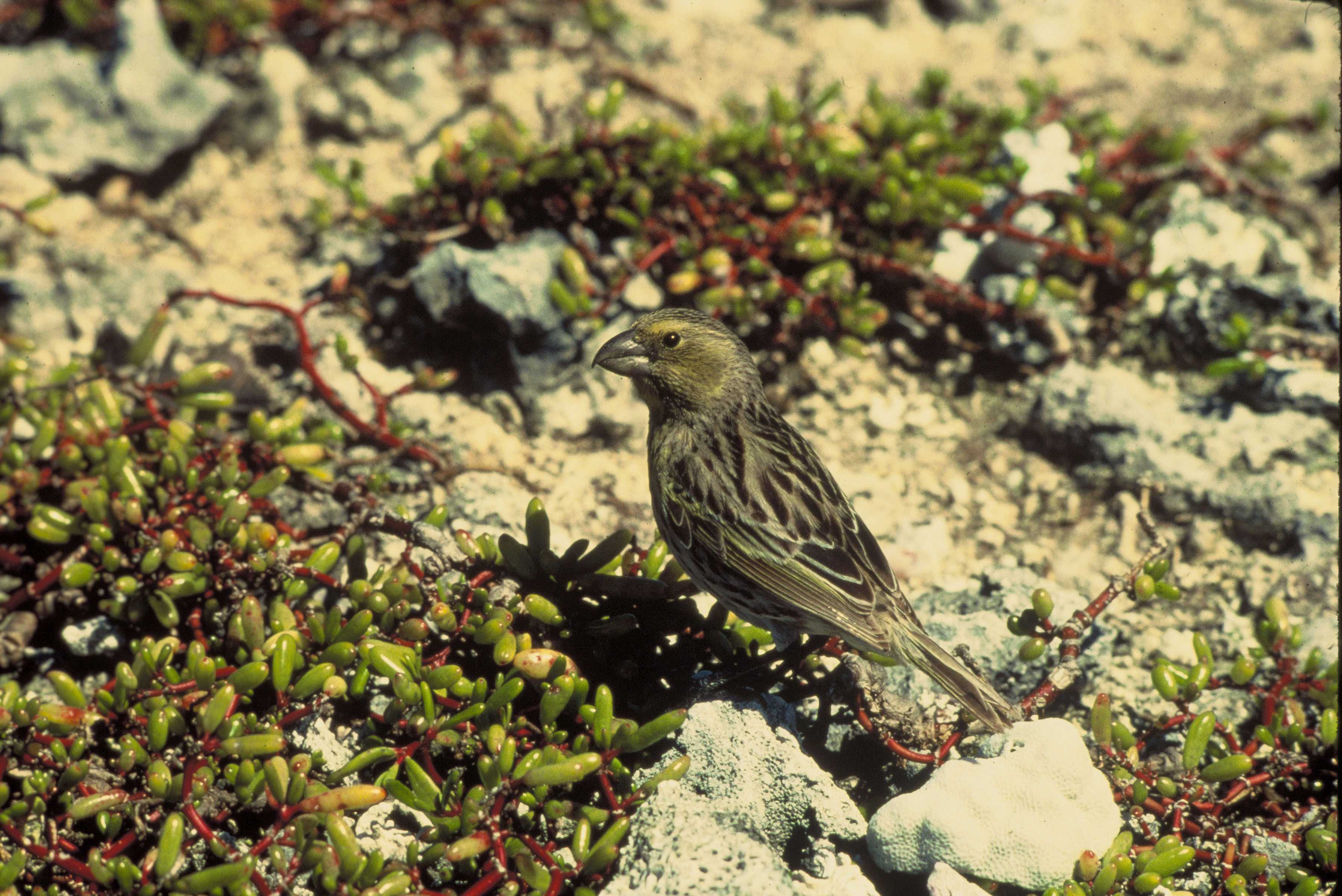
Az endemikus Laysan-pinty (Telespiza cantans)
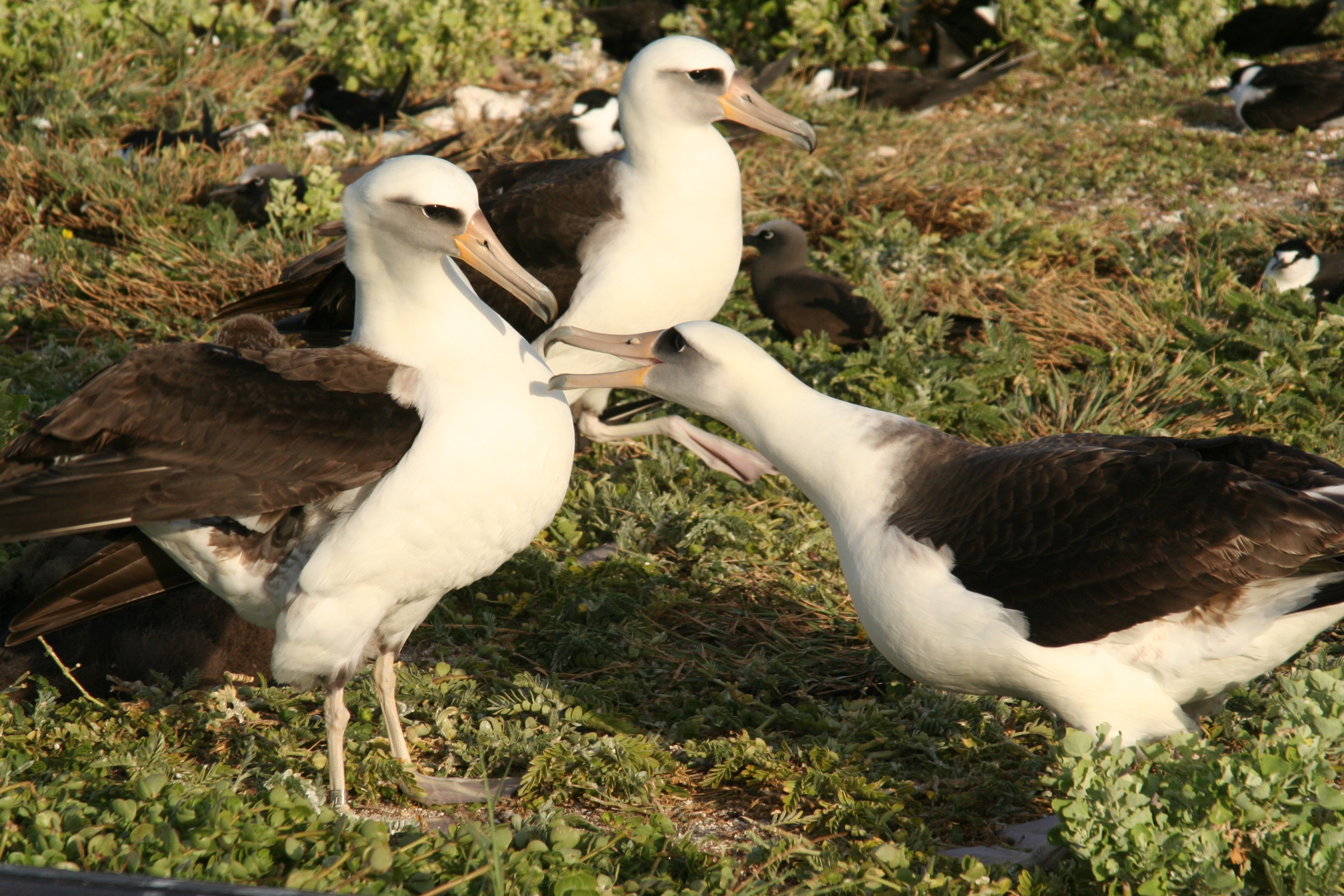
Laysan-albatroszok (Phoebastria immutabilis)

A madarak mellett a sziget a kihalással fenyegetett Hawaii barátfókák (Monachus schauinslandi) és a szintén veszélyeztetett közönséges levesteknősök (Chelonia mydas) fontos szaporodóhelye.
A sziget menti korallzátonyokon a kőkorallok (Scleractinia) 28 faja fordul elő valamint a doktorhalaknak (Acanthuridae) is számos képviselője él itt.

## Fordítás
- Ez a szócikk részben vagy egészben  a   Laysan című német Wikipédia-szócikk ezen változatának fordításán alapul.  Az eredeti cikk szerkesztőit annak laptörténete sorolja fel. Ez a jelzés csupán a megfogalmazás eredetét és a szerzői jogokat jelzi, nem szolgál a cikkben szereplő információk forrásmegjelöléseként.